# Bohumír Salát
Bohumír Salát (25. října 1920, Kněžice – 30. července 1943, Plötzensee) byl český zámečník a oběť druhé světové války.

## Biografie
Bohumír Salát se narodil v roce 1920 v Kněžicích, vyučil se zámečníkem a po absolvování základní vojenské služby nastoupil do pilotní školy. Po začátku druhé světové války byl odvezen na nucené práce do Německa. Zapojil se do ilegální odbojové organizace a rozhodl se, že s přáteli odejde do Anglie, kde zamýšlel nastoupit do československé armády, rozhodl se odejít a přejít hranice do Vídně, kde se chtěl sejít s dalšími přáteli (Jaroslav Salát z Kněžic, pouze stejného příjmení, nikoliv příbuzný a s dalším kamarádem) a následně pokračovat dál do Británie. Bohumír Salát byl však zatčen gestapem u Břeclavi a po mučení prozradil totožnost i Jaroslava a dalších společníků. Ti tak byli zatčeni a uvězněni, dne 23. března 1943 byli odsouzeni k trestu smrti, ale Bohumír Salát se přiznal a vinu vzal na sebe a tak byl k trestu smrti odsouzen jako jediný ze skupiny.
Byl popraven v roce 1943 v Plötzensee v Berlíně.
Obdržel Československý válečný kříž 1939 in memoriam. Jeho jméno je uvedeno na památníku obětem 1. a 2. světové války v Kněžicích.